# Caproni Ca.309
Caproni Ca.309 Ghibli – włoski samolot transportowy i rozpoznawczy, skonstruowany w 1936 roku.

## Historia
Ca.309 był rozwinięciem konstrukcji Caproni Ca.308 Borea. Posiadał dwa silniki rzędowe Alfa Romeo 115-II oraz proste i niezawodne podwozie, które umożliwiało korzystanie z lotnisk polowych. Przód samolotu był oszklony, dzięki czemu załoga miała doskonałą widoczność w niemal wszystkich kierunkach. Samolot był uzbrojony w dwa karabiny maszynowe kalibru 7,69 mm, umieszczone w przykadłubowych częściach skrzydeł, oraz jeden w nosie kadłuba. Niektóre modele były wyposażone w 20 mm działko. Samolot w wersji rozpoznawczo-bombowej mógł zabierać do 330 kg bomb.
Po oblocie w 1936 roku rozpoczęto produkcję seryjną. Pierwsze samoloty dostarczono w 1937 roku do Libii, która podówczas była włoską kolonią. W 1940 roku w samoloty Ca.309 było wyposażonych siedem eskadr, latających dla Aviazione Presidio Coloniale i Aviazione Sahariana. Z 78 maszyn, które zostały wysłane do Afryki, w chwili rozpoczęcia wojny w Afryce w służbie pozostawało ich 53. Były wykorzystywane głównie do rozpoznania pozycji Brytyjczyków, jak również do obrony oaz Giarabub, Kufra i Gialo. Z końcem 1942 roku, po utracie Libii, samoloty ewakuowano do Włoch, gdzie służyły jako samoloty transportowe i łącznikowe.
Ogółem zbudowano 243 egzemplarze samolotu. Niemal wszystkie służyły we włoskich siłach powietrznych, dwa znalazły się w Paragwaju. Jeden, zdobyczny, służył w jednostkach Królewskich Australijskich Siłach Powietrznych, stacjonujących we Włoszech w 1943 roku. W 1941 roku w Bułgarii uruchomiono produkcję licencyjną samolotu, wprowadzając niewielkie zmiany konstrukcyjne. Samolot nazwano KB-6 Papagał. Wyprodukowany w serii 24 sztuk służył w bułgarskich siłach powietrznych do 1946 roku.

## Warianty
- Ca.309S: zmodyfikowany Ca.309, wykorzystywany jako samolot sanitarny